# ام‌رست
ام‌رست (انگلیسی: AmRest) شرکت کافی‌شاپ‌های زنجیره‌ای اسپانیایی است، که در سال ۱۹۹۹ تأسیس شد.